# Шпанска кућа (Савамала)
Шпанска кућа је полусрушени објекат у београдском насељу Савамала. У време када је саграђена представљала је један од најрепрезентативнијих објеката у овом делу града, а почетком 21. века постала је један од његових симбола. Налази се у улици Браће Крсмановић бр. 2.

## Историјат
Шпанска кућа је подигнута око 1880. године као палата са подрумом, приземљем и спратом. Обликована је у духу академске архитектуре 19. века. У време када је сазидана зграда је била један од најрепрезентативнијих објеката у овом делу града. Коришћена је за потребе Пристаништа као царинарница, а касније као складиште, а њоме се служило и Српско бродарско друштво. После Првог светског рата у објекту је био смештен и Музеј речног бродарства.

## Покушаји реконструкције и ревитализације
Од средине 20. до прве деценије 21. века овај објекат, данас познат као Шпанска кућа, променио је неколико закупаца и готово исто толико планова за реконструкцију, који су прекидани најчешће због недостатка новца.
Намеру да објекту врати музејску намену имала је фирма Југословенско речно бродарство, која је канцеларије у улици Браће Крсмановић закупљивала десетак година, све до 2003. То им није пошло за руком, а Музеј речног бродарства направили су у својој пословној згради у Улици кнеза Милоша.
Након преласка са планске на тржишну привреду појавио се инвеститор вољан да обнови овај објекат и у њему отвори хотел. Тада је потпуно уклоњена унутрашњост грађевине, тако да су остали само спољни зидови, а дограђени су неки нови елементи. Нажалост и овај покушај обнове пропао је због финансијских проблема.
Шпанска кућа, тада већ готово рушевина без крова и прозора, 2012. године постала је база јединственог пројекта Гете института, названог Урбан инкубатор (Urban Incubator: Belgrade) и посвећеног развоју Савамале. Намера је била да се помоћу тзв. „привремене архитектуре” (temporary architecture) Овај објекат трансформише у простор намењен за одржавање културних манифестација. Радови на овом пројекту обустављени су након две године.